# Dionysopithecinae
Los Dionysopithecinos (Dionysopithecinae) es una subfamilia extinta de primates catarrinos que se originó en el Mioceno.
La subfamilia consta de dos géneros conocidos:
- Género Dionysopithecus Li, 1978
  - Dionysopithecus shuangouensis Li, 1978
  - Dionysopithecus orientalis Suteethorn et al., 1990
- Género Platodontopithecus Li, 1978
  - Platodontopithecus jianghuaiensis Li, 1978